# Mantella crocea
Mantella crocea är en groddjursart som beskrevs av Pintak och Böhme 1990. Mantella crocea ingår i släktet Mantella och familjen Mantellidae. Inga underarter finns listade i Catalogue of Life.
Arten når en längd av 17 till 24 mm och honor är med 23 till 24 mm störst. Ryggen, huvudets ovansida och övre delen av sidorna är gul, ibland med svarta punkter och ibland med röda eller gröna nyanser. Även armar och ben har en gul till orange färg. Andra kroppsdelar är svarta och på buken kan det finnas gula, gråa eller blåvita mönster.
Denna groda har flera från varandra skilda populationer i centrala och östra Madagaskar. Den hittas i kulliga regioner och bergstrakter mellan 800 och 1090 meter över havet. Grodan lever i träskmarker som begränsas av regnskogar eller fuktiga bergsskogar. Äggen läggs på marken och de utvecklas efter översvämningar. Individerna är dagaktiva. Liksom hos andra grodor har hannar ett ljudstarkt läte.
Beståndet hotas främst av landskapsförändringar. Flera exemplar fångas och säljs som terrariedjur. Vid andra arter av samma släkte upptäcktes svampen Batrachochytrium dendrobatidis men inga sjukdomssymptom. IUCN kategoriserar arten globalt som sårbar.